# Élections générales britanniques de 2019 en Écosse
Des élections générales britanniques ont eu lieu le 12 décembre 2019 en vue d'élire la 58e législature du Parlement du Royaume-Uni.

## Candidats
| Partis | Partis                          | 2017 | 2019 | +/-           |
| ------ | ------------------------------- | ---- | ---- | ------------- |
|        | Parti national écossais         | 59   | 59   | en stagnation |
|        | Parti travailliste écossais     | 59   | 59   | en stagnation |
|        | Parti conservateur écossais     | 59   | 59   | en stagnation |
|        | Libéraux-démocrates écossais    | 59   | 59   | en stagnation |
|        | UKIP                            | 10   | 7    | 3             |
|        | Parti vert écossais             | 3    | 22   | 19            |
|        | Parti chrétien écossais         | 2    | 1    | 1             |
|        | Parti du Brexit                 | 0    | 15   | 15            |
|        | Parti de la famille écossaise   | 0    | 2    | 2             |
|        | Alliance des peuples chrétiens  | 0    | 1    | 1             |
|        | Renew                           | 0    | 1    | 1             |
|        | Parti social-démocrate écossais | 1    | 1    | en stagnation |
|        | Parti libertarien écossais      | 0    | 1    | 1             |
|        | Parti des vétérans et du peuple | 0    | 1    | 1             |
|        | Autres                          | 4    | 0    | 4             |
|        | Indépendants                    | 10   | 4    | 6             |
| Total  | Total                           | 266  | 292  | 26            |

## Sondages
| Date              | Institut          | SNP    | Con.   | Trav.  | LibDem | Green | UKIP  | Change UK | Brexit | Autres |
| ----------------- | ----------------- | ------ | ------ | ------ | ------ | ----- | ----- | --------- | ------ | ------ |
| Date              | Institut          |        |        |        |        |       |       |           |        |        |
| 12.12.2019        | Résultats en 2019 | 45,0 % | 25,1 % | 18,6 % | 9,5 %  | 1,0 % | 0,1 % | -         | 0,5 %  | 0,1 %  |
| 10.12-11.12.2019  | Survation         | 43 %   | 28 %   | 20 %   | 7 %    | 1 %   | -     | -         | 1 %    | -      |
| 04.12-10.12.2019  | YouGov            | 41 %   | 27 %   | 20 %   | 10 %   | 1 %   | -     | -         | 1 %    | -      |
| 03.12-06.12.2019  | Panelbase         | 39 %   | 29 %   | 21 %   | 10 %   | 1%    | -     | -         | 0 %    | 0 %    |
| 29.11-03.12.2019  | YouGov            | 44 %   | 28 %   | 15 %   | 12 %   | 1 %   | -     | -         | 0 %    | 0 %    |
| 19.11-25.11.2019  | Ipsos MORI        | 44 %   | 26 %   | 16 %   | 11 %   | 2 %   | -     | -         | <1 %   | -      |
| 20.11-22.11.2019  | Panelbase         | 40 %   | 28 %   | 20 %   | 11 %   | <1%   | -     | -         | <1 %   | <1 %   |
| 23.10-25.10.2019  | YouGov            | 42 %   | 22 %   | 12 %   | 13 %   | 4 %   | 0 %   | 0 %       | 6 %    | 0 %    |
| 09.10-11.10.2019  | Panelbase         | 39 %   | 21 %   | 19 %   | 13 %   | 2 %   | -     | -         | 5 %    | -      |
| 30.08-03.09.2019  | YouGov            | 43 %   | 20 %   | 15 %   | 12 %   | 4 %   | 0 %   | 0 %       | 6 %    | 0 %    |
| 18.06-20.06.2019  | Panelbase         | 38 %   | 18 %   | 17 %   | 13 %   | 2 %   | <1 %  | <1 %      | 9 %    | -      |
| 14.05-17.05.2019  | Panelbase         | 38 %   | 18 %   | 19 %   | 10 %   | 3 %   | 1 %   | 2 %       | 9 %    | <1 %   |
| 24.04-26.04.2019  | YouGov            | 43 %   | 20 %   | 17 %   | 9 %    | 3 %   | 1 %   | 2 %       | 4 %    | 0 %    |
| 18.04-24.04.2019  | Panelbase         | 38 %   | 22 %   | 21 %   | 6 %    | 2 %   | 2 %   | 3 %       | 5 %    | <1 %   |
| 18.04-23.04.2019  | Survation         | 41 %   | 22 %   | 24 %   | 8 %    | -     | -     | -         | -      | 5 %    |
| 28.02-06.03.2019  | Panelbase         | 37 %   | 27 %   | 22 %   | 7 %    | 2 %   | 2 %   | 2 %       | -      | <1 %   |
| 01.03-04.03.2019  | Survation         | 40 %   | 24 %   | 23 %   | 8 %    | -     | -     | -         | -      | 4 %    |
| 30.11-05.12.2018  | Panelbase         | 37 %   | 26 %   | 26 %   | 6 %    | 2 %   | 2 %   | -         | -      | <1 %   |
| 09.11-13.11.2018  | Survation         | 39 %   | 26 %   | 24 %   | 8 %    | -     | -     | -         | -      | 3 %    |
| 02.11-07.11.2018  | Panelbase         | 37 %   | 28 %   | 25 %   | 7 %    | 2 %   | 2 %   | -         | -      | 3 %    |
| 20.10-02.11.2018  | Survation         | 40 %   | 27 %   | 23 %   | 7 %    | 1 %   | 1 %   | -         | -      | 1 %    |
| 18.10-21.10.2018  | Survation         | 36 %   | 27 %   | 26 %   | 7 %    | 1 %   | -     | -         | -      | 1 %    |
| 03.10-05.10.2018  | Survation         | 37 %   | 28 %   | 26 %   | 6 %    | -     | -     | -         | -      | 2 %    |
| 28.09-04.10.2018  | Panelbase         | 38 %   | 27 %   | 24 %   | 6 %    | 2 %   | 2 %   | -         | -      | <1 %   |
| 28.09-02.10.2018  | Survation         | 41 %   | 26 %   | 24 %   | 7 %    | -     | -     | -         | -      | 3 %    |
| 05.07-10.07.2018  | Survation         | 42 %   | 24 %   | 23 %   | 8 %    | -     | -     | -         | -      | 3 %    |
| 21.06-26.06.2018  | Panelbase         | 38 %   | 27 %   | 25 %   | 7 %    | 2 %   | <1 %  | -         | -      | <1 %   |
| 08.06-13.06.2018  | Panelbase         | 38 %   | 27 %   | 27 %   | 6 %    | 2 %   | <1 %  | -         | -      | <1 %   |
| 01.06-05.06.2018  | YouGov            | 40 %   | 27 %   | 23 %   | 7 %    | 2 %   | 1 %   | -         | -      | 1 %    |
| 23.03-28.03.2018  | Panelbase         | 36 %   | 28 %   | 27 %   | 6 %    | 2 %   | 1 %   | -         | -      | <1 %   |
| 05.03-11.03.2018  | Ipsos MORI        | 39 %   | 25 %   | 26 %   | 6 %    | 4 %   | 0 %   | -         | -      | 0 %    |
| 24.01-28.01.2018  | Survation         | 39 %   | 24 %   | 27 %   | 7 %    | -     | -     | -         | -      | 3 %    |
| 12.01-16.01.2018  | YouGov            | 36 %   | 23 %   | 28 %   | 6 %    | 3 %   | 3 %   | -         | -      | 0 %    |
| 01.12-05.12.2017  | Survation         | 38 %   | 24 %   | 29 %   | 7 %    | -     | -     | -         | -      | 3 %    |
| 27.11-30.11.2017  | Survation         | 37 %   | 25 %   | 28 %   | 7 %    | -     | -     | -         | -      | 3 %    |
| 02.10-05.10.2017  | YouGov            | 40 %   | 23 %   | 30 %   | 5 %    | 1 %   | 1 %   | -         | -      | 0 %    |
| 08.09-12.09.2017  | Survation         | 39 %   | 26 %   | 26 %   | 7 %    | -     | -     | -         | -      | 2 %    |
| 31.08.-07.09.2017 | Panelbase         | 41 %   | 27 %   | 24 %   | 6 %    | 2 %   | -     | -         | -      | -      |
| 08.06.2017        | Résultats en 2017 | 36,9 % | 28,6 % | 27,1 % | 6,8 %  | 0,2 % | 0,2 % | -         | -      | 0,3 %  |

## Résultats
|                          |                          |           |      |     |        |               |  |  |  |
| Parti                    | Parti                    | Votes     | %    | +/- | Sièges | +/-           |  |  |  |
|                          | Parti national écossais  | 1 242 380 | 45,0 | 8,1 | 48     | 13            |  |  |  |
|                          | Parti conservateur       | 692 939   | 25,1 | 3,5 | 6      | 7             |  |  |  |
|                          | Parti travailliste       | 511 838   | 18,6 | 8,5 | 1      | 6             |  |  |  |
|                          | Libéraux-démocrates      | 263 417   | 9,5  | 2,8 | 4      | en stagnation |  |  |  |
|                          | Vert                     | 28 122    | 1,0  | 0,8 | 0      | en stagnation |  |  |  |
|                          | Parti du Brexit          | 13 243    | 0,5  | Nv. | 0      | en stagnation |  |  |  |
|                          | UKIP                     | 3 303     | 0,1  | 0,1 | 0      | en stagnation |  |  |  |
|                          | Autres                   | 3 819     | 0,1  | -   | 0      | -             |  |  |  |
|                          |                          |           |      |     |        |               |  |  |  |
| Votes valides            | Votes valides            | 2 759 061 |      |     |        |               |  |  |  |
| Votes blancs et nuls     |                          |           |      |     |        |               |  |  |  |
| Total                    | Total                    |           | 100  | -   | 59     | en stagnation |  |  |  |
| Abstentions              |                          |           |      |     |        |               |  |  |  |
| Inscrits / participation | Inscrits / participation | 4 053 140 | 68,1 |     |        |               |  |  |  |

## Députés élus
| Circonscription                             | Député sortant | Député sortant      | Député élu          | Député élu          |
| ------------------------------------------- | -------------- | ------------------- | ------------------- | ------------------- |
| Aberdeen North                              |                | Kirsty Blackman     | Kirsty Blackman     | Kirsty Blackman     |
| Aberdeen South                              |                | Ross Thomson        |                     | Stephen Flynn       |
| Airdrie & Shotts                            |                | Neil Gray           | Neil Gray           | Neil Gray           |
| Angus                                       |                | Kirstene Hair       |                     | Dave Doogan         |
| Argyll and Bute                             |                | Brendan O'Hara      | Brendan O'Hara      | Brendan O'Hara      |
| Ayr, Carrick and Cumnock                    |                | Bill Grant          |                     | Allan Dorans        |
| Banff and Buchan                            |                | David Duguid        | David Duguid        | David Duguid        |
| Berwickshire, Roxburgh and Selkirk          |                | John Lamont         | John Lamont         | John Lamont         |
| Caithness, Sutherland and Easter Ross       |                | Jamie Stone         | Jamie Stone         | Jamie Stone         |
| Central Ayrshire                            |                | Philippa Whitford   | Philippa Whitford   | Philippa Whitford   |
| Coatbridge, Chryston and Bellshill          |                | Hugh Gaffney        |                     | Steven Bonnar       |
| Cumbernauld, Kilsyth and Kirkintilloch East |                | Stuart McDonald     | Stuart McDonald     | Stuart McDonald     |
| Dumfries and Galloway                       |                | Alister Jack        | Alister Jack        | Alister Jack        |
| Dumfriesshire, Clydesdale and Tweeddale     |                | David Mundell       | David Mundell       | David Mundell       |
| Dundee East                                 |                | Stewart Hosie       | Stewart Hosie       | Stewart Hosie       |
| Dundee West                                 |                | Chris Law           | Chris Law           | Chris Law           |
| Dunfermline and West Fife                   |                | Douglas Chapman     | Douglas Chapman     | Douglas Chapman     |
| East Dunbartonshire                         |                | Jo Swinson          |                     | Amy Callaghan       |
| East Kilbride, Strathaven and Lesmahagow    |                | Lisa Cameron        | Lisa Cameron        | Lisa Cameron        |
| East Lothian                                |                | Martin Whitfield    |                     | Kenny MacAskill     |
| East Renfrewshire                           |                | Paul Masterton      |                     | Kirsten Oswald      |
| Edinburgh East                              |                | Tommy Sheppard      | Tommy Sheppard      | Tommy Sheppard      |
| Edinburgh North and Leith                   |                | Deidre Brock        | Deidre Brock        | Deidre Brock        |
| Edinburgh South                             |                | Ian Murray          | Ian Murray          | Ian Murray          |
| Edinburgh South West                        |                | Joanna Cherry       | Joanna Cherry       | Joanna Cherry       |
| Edinburgh West                              |                | Christine Jardine   | Christine Jardine   | Christine Jardine   |
| Falkirk                                     |                | John McNally        | John McNally        | John McNally        |
| Glasgow Central                             |                | Alison Thewliss     | Alison Thewliss     | Alison Thewliss     |
| Glasgow East                                |                | David Linden        | David Linden        | David Linden        |
| Glasgow North                               |                | Patrick Grady       | Patrick Grady       | Patrick Grady       |
| Glasgow North East                          |                | Paul Sweeney        |                     | Anne McLaughlin     |
| Glasgow North West                          |                | Carol Monaghan      | Carol Monaghan      | Carol Monaghan      |
| Glasgow South                               |                | Stewart McDonald    | Stewart McDonald    | Stewart McDonald    |
| Glasgow South West                          |                | Chris Stephens      | Chris Stephens      | Chris Stephens      |
| Glenrothes                                  |                | Peter Grant         | Peter Grant         | Peter Grant         |
| Gordon                                      |                | Colin Clark         |                     | Richard Thomson     |
| Inverclyde                                  |                | Ronnie Cowan        | Ronnie Cowan        | Ronnie Cowan        |
| Inverness, Nairn, Badenoch and Strathspey   |                | Drew Hendry         | Drew Hendry         | Drew Hendry         |
| Kilmarnock and Loudoun                      |                | Alan Brown          | Alan Brown          | Alan Brown          |
| Kirkcaldy and Cowdenbeath                   |                | Lesley Laird        |                     | Neale Hanvey        |
| Lanark and Hamilton East                    |                | Angela Crawley      | Angela Crawley      | Angela Crawley      |
| Linlithgow and East Falkirk                 |                | Martyn Day          | Martyn Day          | Martyn Day          |
| Livingston                                  |                | Hannah Bardell      | Hannah Bardell      | Hannah Bardell      |
| Midlothian                                  |                | Danielle Rowley     |                     | Owen Thompson       |
| Moray                                       |                | Douglas Ross        | Douglas Ross        | Douglas Ross        |
| Motherwell and Wishaw                       |                | Marion Fellows      | Marion Fellows      | Marion Fellows      |
| Na h-Eileanan an Iar                        |                | Angus MacNeil       | Angus MacNeil       | Angus MacNeil       |
| North Ayrshire and Arran                    |                | Patricia Gibson     | Patricia Gibson     | Patricia Gibson     |
| North East Fife                             |                | Stephen Gethins     |                     | Wendy Chamberlain   |
| Ochil and South Perthshire                  |                | Luke Graham         |                     | John Nicolson       |
| Orkney and Shetland                         |                | Alistair Carmichael | Alistair Carmichael | Alistair Carmichael |
| Paisley and Renfrewshire North              |                | Gavin Newlands      |                     | Gavin Newlands      |
| Paisley and Renfrewshire South              |                | Mhairi Black        | Mhairi Black        | Mhairi Black        |
| Perth and North Perthshire                  |                | Pete Wishart        | Pete Wishart        | Pete Wishart        |
| Ross, Skye & Lochaber                       |                | Ian Blackford       | Ian Blackford       | Ian Blackford       |
| Rutherglen and Hamilton West                |                | Ged Killen          |                     | Margaret Ferrier    |
| Stirling                                    |                | Stephen Kerr        |                     | Alyn Smith          |
| West Aberdeenshire and Kincardine           |                | Andrew Bowie        | Andrew Bowie        | Andrew Bowie        |
| West Dunbartonshire                         |                | Martin Docherty     | Martin Docherty     | Martin Docherty     |